# 河合栄治郎
河合 栄治郎（かわい えいじろう、1891年2月13日 - 1944年2月15日）は、日本の経済学者、社会思想家。東京帝国大学経済学部教授。第二次世界大戦前夜における著名な自由主義知識人の一人として、共産主義とファシズムに抵抗した。

## 経歴

### 教職に就くまで

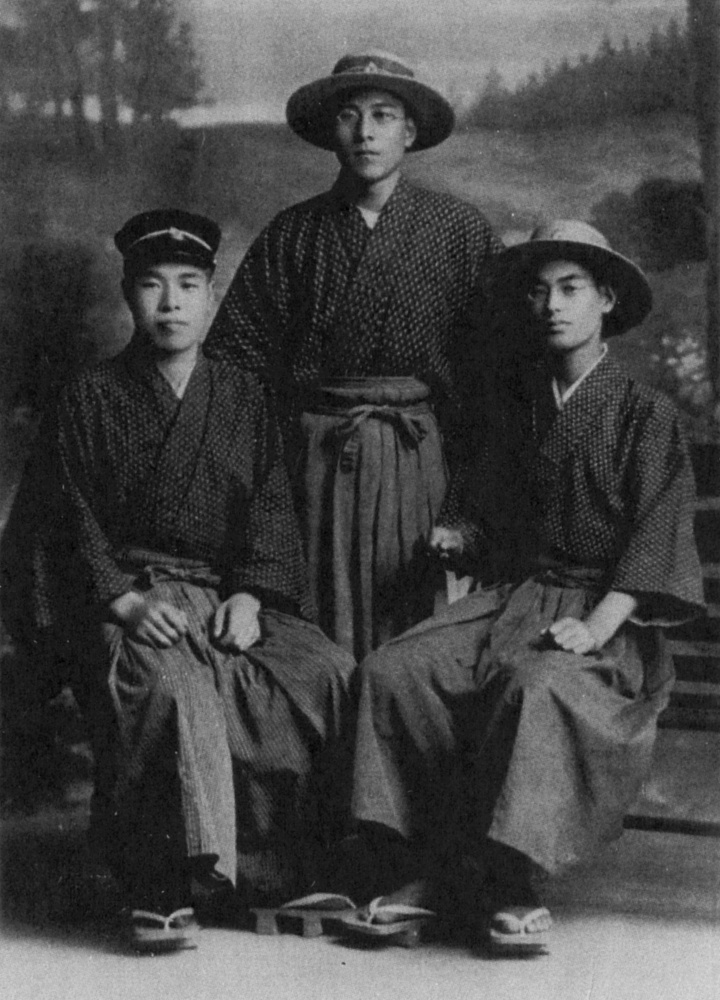
左から三谷隆信、河合栄治郎、矢内原忠雄（1911年）

東京府南足立郡千住町（現在の東京都足立区千住2丁目）の酒屋を営んでいた家に生まれる。戸籍には誤りで「栄次郎」と記載されるが、本人は「栄治郎」で通した。尾崎行雄を崇拝していた父親の影響で、少年時代から社会的関心が強く、特に徳富蘇峰の平民主義に惹かれていた。
東京府立第三中学校（現・東京都立両国高等学校）、第一高等学校をへて、1915年東京帝国大学法科大学政治学科卒業、銀時計受領。在学中に農商務省が刊行した『職工事情』を読み、「労働問題は人間の問題である」と感奮し、労働問題に生涯を捧げる決意をもって農商務省に入省する。1918年、工場法の研究のため米国に出張し、ジョンズ・ホプキンス大学に滞在、米国労働総同盟（AFL-CIO）会長のサミュエル・ゴンパーズら労働運動の指導者と会見する。帰国後第1回ILO（国際労働機関）会議に対する日本政府方針草案の起草に尽力したが、その改革案は容れられず辞職した。この間の経緯を『朝日新聞』紙上に1919年11月17日から12月2日まで「官を辞するに際して」として連載し、自己の所信を論じて世上の話題となった。

### 学問研究
1920年に東京帝大助教授となり経済学史を担当する。1922年よりイギリスに留学し、イギリス理想主義、とりわけトーマス・ヒル・グリーンの社会哲学に強い感銘を受ける。1925年8月に帰国し、翌1926年に教授となり、社会政策講座を受け持った。河合の学問の対象はアダム・スミス、ベンサム、J・S・ミル、グリーン、を経てフェビアン協会、イギリス労働党に至るイギリスの社会思想史であり、それに基づいて社会政策学を構築した。その成果は『社会思想史研究』（1923年）、『トーマス・ヒル・グリーンの思想体系』（1930年）、マルクス経済学も取り入れた『社会政策原理』（1931年）であった。
また、河合門下三羽烏と呼ばれる大河内一男・安井琢磨・木村健康らを育てた。河合は、以前より存在した東大経済学部の勢力争いの中、多数派の領袖格として行動し、少数派のマルクス主義派と対峙していた。1936年3月31日から1年間、経済学部長。妻、国子は初代経済学部長であった金井延の娘である。

### 河合栄治郎事件
その後、ファシズムが勢力を伸ばしてくると、河合はファシズム批判の論陣を張った。それがために、右派陣営からの攻勢は強まり、かつて河合についていた教授も国家主義派（革新派）土方成美の派閥に鞍替えするなど、学部では勢力を失いつつあった。1938年に『ファッシズム批判』など4点の著作が内務省により発売禁止処分に付され、翌年これらの著作などにおける言論が「安寧秩序を紊乱するもの」として、出版法違反に問われ起訴された。また学内においても、河合の対立勢力であった土方らとの対立が激しくなり、1939年総長平賀譲の裁定により、1月31日、河合は休職を発令されるに至った（平賀粛学）。この過程で、「粛学抗議の辞表を撤回するべからず」との師の言に逆らって経済学部に残留した大河内・安井は事実上の破門となった。退官後は裁判闘争に明け暮れることとなったが、1943年に大審院の上告棄却により、有罪が確定した。以上が河合栄治郎事件と呼ばれる。

### 晩年
晩年は1940年（昭和15年）に『学生に与う』を箱根の旅館で執筆するなど、学生叢書の刊行を継続しながら学生・青年に理想主義を説き続けた。また、河合と共に辞職した山田文雄や木村健康、門下の猪木正道、関嘉彦、土屋清らと定期的に勉強会を開き、研究を継続していた。1944年、バセドウ病による心臓麻痺のため逝去した。2日前に53歳の誕生日を迎えたばかりであった。墓所は青山霊園にある(1イ1-22)。

## 思想

### 教養主義
粕谷一希は、河合は日本人には珍しい自己の哲学を持つ思想家であったと評している。その思想は理想主義、人格主義、教養主義であった。河合は教養主義者として、学外では『学生叢書』『教養文献解説』を編集発行し、『学生に与う』を著し、学内では社会科学古典研究会を主催して、人格陶冶と教養の意義を説いた（昭和教養主義）。

### 自由主義
河合は社会思想を、現実社会に対する保守、改良、変革などの態度とし、そのために現実社会の科学的分析と、どのような社会が望ましいのかの社会哲学とが必要であるとした（社会思想モデルを提示）。
河合は自らの自由主義を「第三期自由主義」と称していた。河合によると、それは資本主義を無条件で肯定する第一期自由主義とも、資本主義の弊害を認め適宜是正していく改良主義＝第二期自由主義とも異なり、個々人の人格の成長に最高の価値を置く理想主義を根底とし、社会の成員全ての人格の成長が実現される社会を理想とするものであり、共産主義や社会主義とは鋭く対立する、というものであった。また、多元的国家論も主張した。

### マルクス主義批判
河合は早くから、理想主義（イデアリスム）、人格主義、自由主義の立場から、マルクス主義の否を打ち鳴らし、コミンテルンの批判、マルクス主義理論の批判を行った。

### ファシズム批判
さらに時代状況が軍国主義の色合いを濃くする中、次第にファシズム批判の立場を強めていった。1936年に二・二六事件が起こると、河合は『帝大新聞』に軍部批判論文「二・二六事件の批判」を寄稿し、軍部批判・抵抗の姿勢を明確にした。ファシズム最盛期において、面と向かってファシズム批判論を展開したことは画期的なことである。満州事変以降、日中戦争、太平洋戦争直前まで時局評論も行った。

## 著書

### 単著
- 労働問題研究（岩波書店, 1922年）
- 社会思想史研究（岩波書店, 1923年）
- 在欧通信（改造社, 1926年）
- 英国労働党のイデオロギー（千倉書房, 1929年）
- トーマス・ヒル・グリーンの思想体系（1,2巻）（日本評論社, 1930年/改装版, 1938年）
- 社会政策原理（日本評論社, 1931年）
- 大学生活の反省（日本評論社, 1931年）
- 書斎の窓から（日本評論社, 1932年）
- 学生思想問題（岩波書店, 1932年）
- マルキシズムとは何か（タイムス出版社, 1932年）
- 欧州最近の動向（日本評論社, 1934年）
- ファッシズム批判（日本評論社, 1934年）
- 第一学生生活（日本評論社, 1935年）
- 社会思想家評伝（日本評論社, 1936年）
- 時局と自由主義（日本評論社, 1937年）
- 第二学生生活（日本評論社, 1937年）
- 英国社会主義史研究（日本評論社, 1938年）
- 金井延の生涯と学績（日本評論社, 1939年）
- 学生に与う（日本評論社, 1940年/オンデマンド版「学生に与う」文元社, 2004年）
- 国民に愬う（日本評論社, 出版差止, 全集収録, 1941年）
- 明治思想史の一断面（日本評論社, 1941年）
- 自由主義の擁護（白日書院, 1946年）
- 社会思想と理想主義（実業之日本社, 1947年）
- 教壇生活二十年（鬼怒書房, 1948年）
- 学問と政治（社会思想研究会出版部, 1948年）
- 自由主義の歴史と理論（社会思想研究会出版部, 1948年）
- 唯一筋の路（日本評論社, 1948年）
- 学窓記（社会思想研究会出版部, 1948年）
- 自由に死す――河合栄治郎法廷闘争記（中央公論社, 1950年）
- 私の社会主義（社会思想研究会出版部, 1950年）[15]

### 共編著
- 学生叢書（河合単独編集、全12巻、日本評論社, 1936~1941年）
  1. 学生と教養
  2. 学生と生活
  3. 学生と先哲
  4. 学生と社会
  5. 学生と読書
  6. 学生と学園
  7. 学生と科学
  8. 学生と歴史
  9. 学生と日本
  10. 学生と芸術
  11. 学生と西洋
  12. 学生と哲学
- 教養文献解説（木村健康との共著、日本評論社, 1941年）

### 全集
河合栄治郎全集（全23巻、社会思想社、1967-70年）
蠟山政道、山田文雄、塩尻公明、木村健康、安井琢磨、土屋清、関嘉彦、猪木正道、音田正巳、吉田忠雄編
- 第1巻『トーマス・ヒル・グリーンの思想体系Ⅰ』
- 第2巻『トーマス・ヒル・グリーンの思想体系Ⅱ』（解説：木村健康）
- 第3巻『社会政策原理』（解説：山田文雄）
- 第4巻『社会思想史研究』附録「経済学史講義案」（解説：木村健康）
- 第5巻『英国社会主義史研究』「英国労働史上に於ける石炭罷業」（解説：関嘉彦）
- 第6巻『欧州最近の動向』『英国労働党のイデオロギー』（解説：関嘉彦）
- 第7巻『社会思想家評伝』（解説：安井琢磨）
- 第8巻『明治思想史の一断面――金井延を中心として』（解説：山田文雄）
- 第9巻『自由主義の歴史と理論』「ドイツ社会民主党史論」（解説：猪木正道）
- 第10巻『労働問題研究』（解説：音田正巳）
- 第11巻『ファッシズム批判』（解説：土屋清）
- 第12巻『時局と自由主義』『マルキシズムとは何か』（解説：土屋清）
- 第13巻『社会思想と理想主義』『私の社会主義』（解説：土屋清）
- 第14巻『学生に与う』『国民に愬う』（解説：猪木正道）
- 第15巻『大学生活の反省』『書斎の窓から』（解説：安井琢磨）
- 第16巻『第一学生生活』（解説：安井琢磨）
- 第17巻『第二学生生活』『在欧通信』（解説：安井琢磨）
- 第18巻『学窓記』（解説：塩尻公明）[16]
- 第19巻『学生思想問題』「時事評論集」（解説：山田文雄）
- 第20巻「随想集」「研究ノート」（解説：吉田忠雄）
- 第21巻「裁判記録」＝「序言」（木村健康）「弁論要旨」（木村健康）「控訴院及び大審院」（木村健康）
- 第22巻「日記Ⅰ」
- 第23巻「日記Ⅱ」
- 別巻『河合榮治郎伝』（江上照彦著）「年譜」（河合武）

## 門下生

### 学界
- 猪間驥一（中央大学教授、人口問題）
- 山田文雄（愛知大学学長、工業経済学）
- 山田盛太郎（東京大学教授、マルクス経済学）
- 馬場敬治（東京大学教授、経営学）
- 柳川昇（弘前大学学長、経営学）
- 木下広居（専修大学・創価大学教授、政治評論家、イギリス議会制度）
- 大河内一男（東京大学総長、社会思想史、社会政策）
- 飯塚浩二（東京大学教授、人文地理学）
- 今野源八郎（東京大学教授、交通経済学）
- 戸田武雄（駒沢大学教授、社会経済学）
- 山下信庸（獨協大学教授、図書館学）
- 木村健康（東京大学教授、近代経済学）
- 安井琢磨（大阪大学教授、近代経済学）
- 山本和（関東学院大学教授、キリスト教神学）
- 江上照彦（相模女子大学教授、イギリス文学）
- 関嘉彦（東京都立大学教授、社会思想史）
- 石上良平（成蹊大学教授、社会思想史）
- 猪木正道（京都大学教授・防衛大学校校長、政治学社会思想史）
- 熊谷尚夫（大阪大学教授、近代経済学）
- 音田正巳（大阪府立大学教授、社会政策）[17]

### 財界
- 木川田一隆（東京電力社長）
- 山際正道（日本銀行総裁）
- 長尾春雄（日本生命）
- 宇佐美洵（慶應義塾、日本銀行総裁）
- 佐々木直（日本銀行総裁）
- 美作太郎（新評論社長）
- 菊地庄次郎（日本郵船社長）
- 竹内俊夫（トーメン社長）
- 土屋清（朝日新聞論説委員、評論家）
- 外山茂（日本銀行理事）
- 山中宏（明治生命保険会長）
- 水野勲（新日本製鐵顧問）
- 二宮俊夫（日本証券代行会長）など